# 蜘蛛猴科
蜘蛛猴科（學名：Atelidae），是哺乳纲灵长目的一科，属于新世界猴，以前被歸入卷尾猴科。蜘蛛猴科的猴體型較大，包括吼猴、蜘蛛猴、絨毛猴等。

## 特征与习性
蜘蛛猴科的猴子手指和腳趾上有長長的指甲與捲纏尾，幫助它們靈活地攀爬樹木。
蜘蛛猴科以堅果、漿果和昆蟲為食。